# Les Châtelliers-Châteaumur
Les Châtelliers-Châteaumur foi uma comuna francesa na região administrativa da Pays de la Loire, no departamento de Vendéia. Estendia-se por uma área de 18,13 km². Em 2010 a comuna tinha 705 habitantes (densidade: 38,9 hab./km²).
Em 1 de janeiro de 2016, passou a formar parte da nova comuna de Sèvremont.